# اسپنسر ویلیامز
اسپنسر ویلیامز (انگلیسی: Spencer Williams؛ ‏ ۱۴ اکتبر ۱۸۸۹ – ۱۴ ژوئیهٔ ۱۹۶۵) آهنگساز، موسیقی‌دان سبک جاز و موسیقی عامه‌پسند اهل ایالات متحده آمریکا بود.
از فیلم‌هایی که وی در آن نقش داشته‌است، می‌توان به زندان اشاره کرد.
نام او در سال ۱۹۷۰ در تالار مشاهیر ترانه‌سرایی ثبت شد.